# 猜謎王
《猜谜王》是杉基鮭魚子所作的一部以猜谜竞技为主题的日本漫画，于KADOKAWA的《Young Ace》2010年12月号开始连载，2020年11月號完結，單行本全20冊。其改编电视动画于2017年7月4日起由日本電視台、青森放送、宮城電視台、福島中央電視台等電視台開始播放。
原文标题直譯为“7○3×”，也就是“尽早抢答”的胜出模式。

## 故事简介
故事以一群喜愛競技猜謎的高中生為主軸。熱愛書籍的高中一年級男子越山識，認識了過去曾參與過猜謎競賽的女子深見真理。識入學後立刻受到詭異學長勸說，希望加入「猜謎研究會」。
原本只是個內向書蟲的識，被女同學深見真理拉了一把，就此踏入競爭只在0.01秒間的猜謎搶答世界。真理過去曾參與過猜謎競賽，受到識的豐沛知識吸引而加入猜謎研究會，他們的故事就此展開。

## 登场角色

### 文藏高中
越山識（配音：堀江瞬）
文藏高中1年級生，縮手縮腳又很老實的性格。生日：3月24日。由於小時候就十分孤僻，經常在母親工作的圖書館看書，所以累積了相當驚人的知識量。初中時曾經擔任圖書委員。在真理和學人的引領，領略到猜謎競賽引人矚目的感覺並樂於投入其中。在赤合田猜謎研究會舉辦的猜謎大賽中，在觀眾席上脫口說出謎語的解答《諸神的黃昏》，因違反規定被判退場，事後被御来屋視為競爭對手。
●擅長領域：文學、歷史  ●不擅長領域：綜藝、ACG
深見真理（配音：川島海荷）
文藏高中1年級生，留有棕色長髮和帶有髮夾，和識同班並擔任班上的女圖書委員。生日：1月9日。擅長在猜謎競賽記下問題重點並在問題宣告完畢前作答，一旦認真作答時會撩起髮鬢。
●擅長領域：考古題
井上大將（配音：畠中祐）
文藏高中1年级，黑短髮的微胖少年，想要接近真理的那份念頭而參加了競技猜謎。生日：4月17日。雖然沒有猜謎經驗，但御宅方面的知識量很龐大。珠算二段，有關猜謎的算數問題直接心算算完。不甘心整體實力落後大家，想偷偷追上，因此會自己去遊戲場練習猜謎搶答，偶爾會在裡面遇到御來屋，會請御來屋和自己比賽。
●擅長領域：綜藝、ACG
笹岛學人（配音：佐藤拓也）
文藏高中2年級，原本是開城學園的學生。猜謎研究會會長。生日：9月12日。從超名門高中開城學園轉入的怪人，十分擅長猜謎競賽。
笹島迅子（配音：松田颯水）
文藏高中1年級，京都腔，自稱「一人弱電部」，笹岛學人的妹妹。生日：7月28日。因為和學人長得不像，一開始被眾人誤會為學人的女朋友。利用擅長的電子作業自行製造了猜謎研究部的搶答按鈕，喜歡做有生產性的事情，對猜謎不感興趣。上游泳課時意外展現巨乳身材。

### 宮浦高中
御來屋千智（配音：石川界人）
宮浦高中1年級，性格冷淡且不成熟。生日：9月30日。以不像是新生的實力而自豪的猜謎玩家，在赤合田猜謎研究會舉辦的猜謎大賽中，展現壓倒性的實力，最後越山識在觀眾席上回答出自己回答不出的問題，因此視越山識為競爭對手。在射擊搶答遊戲機中的角色名叫千智中校(後來升為上校)，偶爾會在遊戲場遇見井上。
●擅長領域：理科
蘆屋洋介（配音：羽多野涉）
宮浦高中3年級，猜謎研的部長。生日：5月14日。靠着沉着冷靜成為後輩們的好榜樣，但面對御來屋卻感到棘手。
丸山亘（配音：八代拓）
宮浦高中1年級。為真理的絕對領域所傾倒的美少女宅。似乎和井上趣味相投。
向井亮太（配音：白井悠介）
宮浦高中1年級。垂眼角，外表看來很溫和，但一開口卻意外地毒舌。

### 赤河田高中·中學
新名匠（配音：鈴木達央）
赤河田高中3年級生，瞇瞇眼的猜謎研部長。生日：2月17日。具有溫厚又會照顧人的大哥氣質，在赤河田舉辦的猜謎大賽中擔任主持，一旦拿起麥克風就會突然興奮起來。在例會的首回書面答題中填錯答題格，以至無法直接晉級。平時為人和氣友善，但對於明良第二回合不尊重對手的表現則以部長身分譴責及請他離場，最終明良答應會好好認真答題才作罷。在明良第三回合表示棄權並離場後，追上去並表示要讓他看到「厲害的猜謎」以及自己華麗晉級的姿態，並向大家表示會以部長身為對作為部員一份子的明良負責，明良以「說話直球」以及「單純的好人」形容他。對苑原千明有好感，能夠瞬間回答千明的生日日期。
中澤藤一郎（配音：室元氣）
赤河田高中3年級生。生日：6月16日。赤河田高中的讀問題老大。處於幕後英雄的立場，很能理解新名。
佐佐木一（配音：山谷祥生）
赤河田中學1年級生。生日：12月29日。與明良性格不合。擅長常規問題的搶答。
苑原明良（配音：永塚拓馬）
赤河田中學3年級生，苑原千明的弟弟。生日：8月20日。在秋葉原男扮女裝出現在眾人面前，對在遊戲中心遇到的識很感興趣。隨心所欲、具挑釁性的機敏之人。擅長各種遊戲。在聯校例會第二回與越山識同組，晉級第三回合。第三回合中利用答題規則不停扣掉其他對手的分數阻止他們晉級，並在關鍵題目中利用「日」及「月」的文字巧妙提高答對題目的概率，最後覺得自己作弊、覺得無趣而棄權離場。離場後新名追上前，不允許明良以後有作弊的行為，並想讓明良留下觀看他「華麗晉級的姿態」。在敗部復活賽時明良留下最後一個機會信封並交給新名，讓他成功由敗部復活賽晉級。觀看新名十分鐘競速搶答環節後，表面上無動於衷並離場，實際上受新名感動並哭泣。後來正式成為赤河田高中的代表隊主力，參加「SQUARE」大賽。笹島學人及大藏邦光均形容明良為「非常聰明的人」。

## 出版書籍
| 冊數 | 角川書店       | 角川書店               | 台灣角川      | 台灣角川               |
| 冊數 | 發售日期       | ISBN                   | 發售日期      | ISBN                   |
| ---- | -------------- | ---------------------- | ------------- | ---------------------- |
| 1    | 2011年4月27日  | ISBN 978-4-04-715689-0 | 2012年4月26日 | ISBN 978-986-287-664-0 |
| 2    | 2011年8月2日   | ISBN 978-4-04-715749-1 | 2012年8月14日 | ISBN 978-986-287-879-8 |
| 3    | 2012年3月1日   | ISBN 978-4-04-120125-1 | 2012年11月8日 | ISBN 978-986-325-044-9 |
| 4    | 2012年8月31日  | ISBN 978-4-04-120329-3 | 2013年5月10日 | ISBN 978-986-325-389-1 |
| 5    | 2013年4月2日   | ISBN 978-4-04-120626-3 | 2013年10月3日 | ISBN 978-986-325-616-8 |
| 6    | 2013年8月31日  | ISBN 978-4-04-120826-7 | 2014年5月9日  | ISBN 978-986-325-953-4 |
| 7    | 2013年12月28日 | ISBN 978-4-04-120941-7 | 2014年10月4日 | ISBN 978-986-366-200-6 |
| 8    | 2014年7月4日   | ISBN 978-4-04-101530-8 | 2015年3月13日 | ISBN 978-986-366-400-0 |
| 9    | 2014年12月29日 | ISBN 978-4-04-101531-5 | 2015年7月28日 | ISBN 978-986-366-641-7 |
| 10   | 2015年7月4日   | ISBN 978-4-04-102869-8 |               |                        |
| 11   | 2015年12月4日  | ISBN 978-4-04-102870-4 |               |                        |
| 12   | 2016年8月4日   | ISBN 978-4-04-104281-6 |               |                        |
| 13   | 2016年12月31日 | ISBN 978-4-04-105038-5 |               |                        |
| 14   | 2017年7月4日   | ISBN 978-4-04-105790-2 |               |                        |
| 15   | 2018年3月2日   | ISBN 978-4-04-105791-9 |               |                        |
| 16   | 2018年10月4日  | ISBN 978-4-04-107155-7 |               |                        |
| 17   | 2019年3月4日   | ISBN 978-4-04-107158-8 |               |                        |
| 18   | 2019年10月4日  | ISBN 978-4-04-108588-2 |               |                        |
| 19   | 2020年10月2日  | ISBN 978-4-04-108589-9 |               |                        |
| 20   | 2020年11月4日  | ISBN 978-4-04-110705-8 |               |                        |

### 小说
角川翼文库发行了小说版，作者伊豆平成、插畫由原作作者杉基鮭魚子負責。
| 冊數 | 角川書店       | 角川書店               |
| 冊數 | 發售日期       | ISBN                   |
| ---- | -------------- | ---------------------- |
| 1    | 2013年10月10日 | ISBN 978-4-04-631348-5 |
| 2    | 2014年4月11日  | ISBN 978-4-04-631384-3 |

## 电视动画
于连载杂志2016年9月号宣布改编为电视动画，2017年7月于日本电视台播放。与此同时电视台也同步合作播放“第37届全国高中猜谜锦标赛 高中生猜谜2017”，节目主持人桝太一也在本电视动画播放完后以Q版角色“猜谜高手”的身份出现。
于此同时，本作也自《烏龍麵之國的金色毛毬》播放完毕之后，时隔半年再次在该时段播放深夜动画。

### 制作人员
- 原作：杉基鲑鱼子[30]
- 导演：大宙征基[30]
- 副导演：古賀一臣
- 系列构成：柿原優子[30]
- 角色设计：高鉾誠[30]
- 美术监督：大西穣[30]
- 色彩涉及：铃木依里[30]
- 摄影监督：蒲原有子[30]
- 编辑：坪根健太郎[30]
- 音响监督：渡边淳（日语：渡辺淳 (音響監督)）[30]
- 音楽：百石元[30]
- 制片人：佐佐木Marina（日语：佐々木まりな）、山川刚史、小田元浩、正木大督
- 动画制作：TMS娛樂[30]
- 制作：（日本电视台、TMS娛樂、东映影视（日语：東映ビデオ）、KADOKAWA）

### 主题曲
| 片头曲 - 《On My MiND》 作词、作曲、编曲：大森元贵 演唱：Mrs. GREEN APPLE | 片尾曲 - 《○○○○○》 作词：永塚健登 作曲：AKIRASTAR 编曲：JUNK FUNK PUNK 演唱：Babyraids Japan |

### 各話列表
| 话数   | 日文标题 | 中文标题            | 剧本     | 分镜     | 演出              | 作画监督                                   |
| ------ | -------- | ------------------- | -------- | -------- | ----------------- | ------------------------------------------ |
| 第1問  |          | 你也來成為猜謎王吧? | 柿原優子 | 大宙征基 | 齐藤启也          | 高鉾诚                                     |
| 第2問  |          | 1厘秒的世界!?       | 山下憲一 | 大宙征基 | 吉田俊司          | 桑原麻衣、阿曽仁美、坂本ひろみ 滝口弘喜    |
| 第3問  |          | 如果想要解答權/     | 廣田光毅 | 辻初樹   | 藤本義孝          | 河西睦月、袴田裕二 早川淳一、Lee Dong Wook |
| 第4問  |          | 謎之美少女登場，    | 千葉美鈴 | 田頭忍   | 前園文夫          | 飯塚英里、菅原浩喜、漢人寬子               |
| 第5問  |          | 文藏VS宮浦！嗶喀♪   | 千葉美鈴 | 齊藤啟也 | 齊藤啟也          | 島田英明、竹森由加                         |
| 第6問  |          | A女僕 B中校 C小惡魔 | 廣田光毅 | 古賀一臣 | 古賀一臣          | 中野彰子、ふくだのりゆき、中本尚子         |
| 第7問  |          | 兩人的過去          | 山下憲一 | 備前克彦 | 備前克彦          | 森亞彌子、池内直子                         |
| 第8問  |          | 貴安 麻丘例會!      | 柿原優子 | 大宙征基 | 鈴木恭兵          | 桑原麻衣、阿曽仁美                         |
| 第9問  |          | 王道×邪道           | 千葉美鈴 | 辻初樹   | 古賀一臣 球野貴裕 | 櫻井木の実、飯飼一幸                       |
| 第10問 |          | 實力特強的超級王牌  | 廣田光毅 | 齊藤啟也 | 齊藤啟也          | 平山智、三浦雅子、近藤いずみ               |
| 第11問 |          | 為什麼你能回答呢?   | 山下憲一 | 田頭忍   | 前園文夫          | 飯塚英里、相原理沙 菅原浩喜、漢人寛子      |
| 第12問 |          | 因為猜謎就在那裡!   | 柿原優子 | 大宙征基 | 古賀一臣          | 阿曽仁美、桑原麻衣 中本尚子、滝口弘喜      |

### BD&DVD
| 卷數 | 發售日期      | 收錄話數       | 規格編號   | 規格編號   |
| 卷數 | 發售日期      | 收錄話數       | BD         | DVD        |
| ---- | ------------- | -------------- | ---------- | ---------- |
| 1    | 2017年9月13日 | 第1話、第2話   | BSZD-08181 | DSZD-08181 |
| 2    | 2017年10月4日 | 第3話、第4話   | BSZD-08182 | DSZD-08182 |
| 3    | 2017年11月8日 | 第5話、第6話   | BSZD-08183 | DSZD-08183 |
| 4    | 2017年12月6日 | 第7話、第8話   | BSZD-08184 | DSZD-08184 |
| 5    | 2018年1月10日 | 第9話、第10話  | BSZD-08185 | DSZD-08185 |
| 6    | 2018年2月7日  | 第11話、第12話 | BSZD-08186 | DSZD-08186 |

### 播放电视台
日本深夜動畫：下文記載的日本国内播放時間使用日本標準時間（UTC+9）表示。因為部分時間标识會採用30小时制，因此請留意这类超过24:00的时间，其實際播放時間為翌日清晨。
| 播放地区   | 播放电视台 | 播放日期        | 播放时间                  | 备注             |
| ---------- | ---------- | --------------- | ------------------------- | ---------------- |
| 关东广播圈 | 日本电视台 | 2017年7月5日 -  | 星期二 25时59分~26时29分  | 《AnichU》第一部 |
| 青森县     | 青森放送   | 2017年7月15日 - | 星期五 25时27分~25时57分  |                  |
| 宫城县     | 宮城電視台 | 2017年7月15日 - | 星期五 26时00分~26:时30分 |                  |
| 日本全国   | 家庭剧场   | 2017年8月6日 -  | 星期日 23时20分~23时50分  | CS卫星广播       |

## 外部連結
- 電視動畫「猜謎王」官方官網 （页面存档备份，存于）（日語）
- 電視動畫「猜謎王」官方的X（前Twitter）